# 裂吻魚
裂吻魚（学名：Schismatorhynchos nukta）为輻鰭魚綱鯉形目鲤科的一種。分布於亞洲印度馬哈拉斯查省與卡納塔克省，體長可達到30公分，棲息在砂石河床的溪流，可做為食用魚。